# Pampus echinogaster
Pampus echinogaster är en fiskart som först beskrevs av Basilewsky, 1855.  Pampus echinogaster ingår i släktet Pampus och familjen Stromateidae. Inga underarter finns listade i Catalogue of Life.